# Pycnopygius
Pycnopygius és un gènere d'ocells de la família dels melifàgids (Meliphagidae). Són nadiues de Nova Guinea i algunes illes limítrofes.

## Taxonomia
El gènere va ser introduït per Tommaso Salvadori el 1880.
El nom Pycnopygius és una combinació de les paraules gregues «puknos», que significa “gruixut” o “dens” i «-pugios», que significa “-geperut” (de «pugẽ»: “gepa”).
Segons la Classificació del Congrés Ornitològic Internacional (versió 15.1, 2025) aquest gènere està format per tres espècies:
- Pycnopygius ixoides - menjamel ocraci.
- Pycnopygius cinereus - menjamel marbrenc.
- Pycnopygius stictocephalus - menjamel cap-ratllat.